# Río Brigach
El río Brigach es un corto río de Baden-Württemberg, Alemania, la fuente más corta de las dos que forman el río Danubio. El Brigach tiene su origen a 925 metros sobre el nivel del mar dentro de St. Georgen en la Selva Negra. Este río pasa por la ciudad de Villingen-Schwenningen; después de 43 km, se une con el río Breg en Donaueschingen para formar el Danubio.